# Alexei Alexejewitsch Franzusow
Alexei Alexejewitsch Franzusow (russisch Алексей Алексеевич Французов, * 16. Oktober 1971 in Tscheljabinsk) ist ein ehemaliger russischer Handballspieler.

## Karriere
Alexei Franzusow begann 1983 mit zwölf Jahren an der Kinder- und Jugendsportschule für MBU SSCHOR No 13 Tscheljabinsk mit dem Handballspiel. Der 1,99 m große linke Rückraumspieler spielte danach in seiner Heimat für den Poljot Tscheljabinsk, mit dem er 1993 russischer Vizemeister sowie 1994 Dritter wurde. Im Dezember 1996 wurde er an den deutschen Zweitligisten VfL Bad Schwartau ausgeliehen und wechselte nach der Saison 1996/97 in die spanische Liga ASOBAL zu BM Ciudad Real. Nach einer Saison zog er weiter zu Bidasoa Irún. Später lief er noch für den unterklassigen BM Los Barrios auf, bei dem er 2005 seine Karriere beendete.
Mit der Russischen Nationalmannschaft gewann Franzusow bei der Weltmeisterschaft 1993 die Goldmedaille. Er nahm auch an den Olympischen Spielen 1996 in Atlanta teil, wo er ein Spiel bestritt und den fünften Platz belegte. Mit der Studentennationalmannschaft wurde der Absolvent der Ural GAFK-Universität (УралГАФК) 1994 Studentenweltmeister. 1995 gewann er den Supercup in Deutschland. Insgesamt bestritt er 80 Länderspiele.